# Filozofia procesu
Filozofia procesu – jest to złożony nurt filozoficzny. Należy odróżnić współczesną filozofię procesu od jej historycznego ujęcia. Za jednego z pierwszych filozofów procesu uznaje się często Heraklita z Efezu. Prowadzone są także porównania współczesnej filozofii procesu z myślą starożytnych Indii i Chin – hinduizm, buddyzm.
We współczesnej szeroko rozumianej filozofii procesu wyróżnić można dwie tradycje:
- filozofię organizmu, czyli filozofię procesu, której twórcą był Alfred North Whitehead. W ten sposób określa się często całość bogatej spuścizny tego filozofa i jego kontynuatorów – np. teologia procesu Charlesa Hartshorne'a,
- nie-Whiteheadowską filozofię procesu, którą czasami określa się jako filozofię stawania się (philosophy of becoming – np. ewolucjonizm społeczny Herberta Spencera.

Cechą charakterystyczną szeroko rozumianej filozofii procesu jest zwrócenie większej uwagi na dynamicznie rozumiane elementy rzeczywistości (metafizyka), których rola była w tradycyjnej filozofii pomniejszana lub pomijana.